# متفکران یونانی
متفکران یونانی (انگلیسی: Greek thinkers) یک کتاب اثر تئودورگُمپرتس به زبان آلمانی است. همان‌طور که از نام این کتاب پیداست، پژوهشی در فلسفه یونان باستان است. فلسفه یونان باستان همواره در فلسفه غرب پیش‌گام بوده‌است.

## موضوع کتاب
کتاب پیشاسقراطیان ، سقراط و سقراطیان ، افلاطون و ارسطو را دربر می‌گیرد و دیدگاه تئودور را دربارهٔ فلسفه یونان و اندیشمندان یونان نشان می‌دهد و تفسیر می‌کند. متفکرین یونان امروزه مرجع کاملی برای شناخت فلسفه یونان باستان است. آلمانی‌ها مانند فیلسوفان ایرانی علاقه خود را به فلسفه یونان که با هم پیش‌گام بودند با فیلسوفان زیادی نشان داده‌اند؛ و این کتاب هم مانند کتاب‌های دیگر فلسفه آلمان از تأثیر بالایی در فلسفه برخوردار است.